# Arrigo Sacchi
Arrigo Sacchi (* 1. dubna 1946 Fusignano) je italský fotbalový trenér.
Nejvíce se proslavil s týmem AC Milán, který vedl v letech 1987–1991 a 1996-1997. V sezóně 1987-1988 vyhrál italskou ligu a posléze Evropský pohár v roce 1989 a 1990.
V letech 1991-1996 působil jako trenér italské reprezentace, na mistrovství světa v roce 1994 se Italové dostali až do finále, kde prohráli s Brazílií na penalty.
Sacchi nikdy nepůsobil jako profesionální fotbalista, hrál pouze v amatérských klubech a mnoho let se živil jako obchodník s obuví. V jedné vtipné odpovědi na svou kvalifikaci prohlásil: „Abyste se stali žokejem, taky nemusíte být nejdřív koněm“.